# Tetraopes paracomes
Tetraopes paracomes es una especie de escarabajo longicornio del género Tetraopes, tribu Tetraopini, subfamilia Lamiinae. Fue descrita científicamente por Chemsak en 1963.
El período de vuelo ocurre durante los meses de mayo y julio.

## Descripción
Mide 10-12 milímetros de longitud.

## Distribución
Se distribuye por Costa Rica y Guatemala.